# Mavis Kerr
Mavis Lisle Kerr (* 15. Februar 1919; † 2005, verheiratete Mavis Lisle Potts) war eine neuseeländische Badmintonspielerin. 

## Karriere
Mavis Kerr gewann 1937 ihre ersten beiden nationalen Meistertitel in Neuseeland. 13 weitere Titelgewinne folgten bis 1953. Insgesamt war sie sechsmal im Einzel, sechsmal im Doppel und dreimal im Mixed erfolgreich.

## Sportliche Erfolge
| Saison | Veranstaltung                 | Disziplin   | Platz | Name                                |
| ------ | ----------------------------- | ----------- | ----- | ----------------------------------- |
| 1937   | Neuseeländische Meisterschaft | Dameneinzel | 1     | Mavis L. Kerr                       |
| 1937   | Neuseeländische Meisterschaft | Damendoppel | 1     | Margaret Hawksworth / Mavis L. Kerr |
| 1938   | Neuseeländische Meisterschaft | Damendoppel | 1     | Margaret Hawksworth / Mavis L. Kerr |
| 1939   | Neuseeländische Meisterschaft | Damendoppel | 1     | Margaret Hawksworth / Mavis L. Kerr |
| 1939   | Neuseeländische Meisterschaft | Dameneinzel | 1     | Mavis L. Kerr                       |
| 1947   | Neuseeländische Meisterschaft | Dameneinzel | 1     | Mavis L. Kerr                       |
| 1947   | Neuseeländische Meisterschaft | Damendoppel | 1     | Margaret Hawksworth / Mavis L. Kerr |
| 1948   | Neuseeländische Meisterschaft | Mixed       | 1     | G. A. Pearce / Mavis L. Kerr        |
| 1948   | Neuseeländische Meisterschaft | Dameneinzel | 1     | Mavis L. Kerr                       |
| 1948   | Neuseeländische Meisterschaft | Damendoppel | 1     | Margaret Hawksworth / Mavis L. Kerr |
| 1949   | Neuseeländische Meisterschaft | Damendoppel | 1     | Margaret Hawksworth / Mavis L. Kerr |
| 1949   | Neuseeländische Meisterschaft | Dameneinzel | 1     | Mavis L. Kerr                       |
| 1949   | Neuseeländische Meisterschaft | Mixed       | 1     | Jeffrey Robson / Mavis L. Kerr      |
| 1950   | Neuseeländische Meisterschaft | Mixed       | 1     | Phil Hawksworth / Mavis L. Potts    |
| 1950   | Neuseeländische Meisterschaft | Dameneinzel | 1     | Mavis L. Potts                      |